# Эббот, Беренис
Беренис Эббот (англ. Berenice Abbott; 17 июля 1898 — 9 декабря 1991) — американский фотограф, получившая известность прежде всего благодаря фотографиям Нью-Йорка 1930-х годов. Эббот принято считать первой женщиной-фотографом, сумевшей добиться широкой известности в этой традиционно мужской профессии.

## Биография
Беренис Эббот родилась в городе Спрингфилд (штат Огайо). В раннем возрасте проявился независимый характер Эббот, в бунтарском порыве она сменила имя с Бернис на Беренис. В детстве она пережила развод родителей, осталась жить с матерью, а братья переехали к отцу, больше они не общались. Возможно, что из-за несчастливого брака родителей Беренис так и не вышла замуж и считала, что брак — это конец для женщины стремящейся работать. После окончания школы она училась в Университете штата Огайо на факультете журналистики.
В 20 лет Эббот переехала в Нью-Йорк, поселилась в богемном квартале Гринвич-Виллидж, где занималась живописью и скульптурой, подрабатывала официанткой и актрисой на маленьких ролях, а также познакомилась с Марселем Дюшаном и Маном Рэем. В 1921 году Эббот отправилась в Париж, где прожила до 1929 года. Она начинала карьеру как ассистент Мана Рэя. До этого Эббот ничего не знала о работе фотографа, но вскоре нашла, что фотография ей гораздо интереснее скульптуры. Проработав три года у Рэя, Эббот завела собственную мастерскую и выработала правила для дальнейшей работы: она не искала клиентов, не использовала рекламу и никогда не снимала бесплатно. Эббот стала почти официальным портретистом интеллектуалов, у неё фотографировались знаменитости — Джойс, Кокто, Андре Жид. Вскоре она познакомилась с Эженом Атже, а после его смерти способствовала популяризации его работ, проводила выставки и управляла до 1968 года его архивом.
В 1929 году Эббот вернулась в США. Она стала самостоятельно снимать Нью-Йорк, подражая своему наставнику Эжену Атже, который никогда не снимал по заказу. В 1930-е годы она получила широкую известность благодаря своим фотографиям Нью-Йорка. Выставка, которую Эббот подготовила в Музее Нью-Йорка в 1934 году, помогла ей найти серьёзных покровителей (проект начала финансировать Федеральная программа поддержки искусства) и соавтора — художественного критика Элизабет Маккосланд, которая стала близким другом Эббот.
В 1940-е и 1950-е годы Эббот продолжала работать, но уже вдали от внимания широкой публики. Её основной работой стала съёмка физических и химических процессов. Для более глубокого понимания проходящего она посещала курсы химии. Однако Эббот столкнулась с весьма скептическим отношениям к её работам со стороны научного сообщества, сама она считала, что стала жертвой сексизма. Тем не менее, в 1958 году Эббот была включена в комиссию Массачусетского технологического института, созданную для улучшения школьной программы образования.
В последние годы жизни Эббот фотографировала сельские ландшафты от Флориды до Мэна. Во время этого проекта она присмотрела себе тихий домик в штате Мэн, где и прожила до конца своих дней. В 1970-е годы в связи с ростом популярности искусства фотографии её дом стал местом паломничества для поклонников, начинающих фотографов и журналистов.
Эббот много снимала, преподавала фотографию, писала книги, изобретала фотографическое оборудование и технику. Одной из первых ей удалось на равных соревноваться с мужчинами в получении заказов. Ей посвящено множество книг и выставок. Пожалуй, самым известным стал её проект «Меняющийся Нью-Йорк» — выставка в Музее города Нью-Йорка в 1937 году.

## Альбомы
- «Меняющийся Нью-Йорк» (Changing New York) — 1939, в 1973 году переиздан под названием «Нью-Йорк тридцатых годов» (New York in the 30’s);
- «Гринвич-Виллидж сегодня и вчера» (Greenwich Village: Today and Yesterday) — 1949;
- «Фотографии» (Photographs) — 1970;
- «Мир Атже» (The World of Atget) — 1964, 1979.